# تو (ها ها ها)
«تو (ها ها ها)» (به انگلیسی: You (Ha Ha Ha)) ترانه‌ای از خوانندهٔ بریتانیایی چارلی ایکس‌سی‌ایکس از اولین آلبوم استودیویی وی تحت عنوان عشق راستین می‌باشد که در فوریهٔ سال ۲۰۱۳ همراه با چندین ریمیکس به‌عنوان چهارمین تک‌آهنگ از این آلبوم منتشر شد. موزیک ویدئوی این ترانه در ۱۰ ژانویهٔ سال ۲۰۱۳ بر روی یوتیوب منتشر شد.